# Фантастический концерт (Альбенис)
Фантастический концерт (исп. Concierto fantástico) ля минор Op. 78 — сочинение для фортепиано с оркестром Исаака Альбениса, написанное в 1887 году. Посвящено «выдающемуся пианисту и моему самому любимому другу Хосе Траго» (исп. Al eminente pianista mi muy querido amigo y Maestro D. José Tragó).

## Структура произведения
1. Allegro ma non troppo
2. Rêverie et Scherzo: Andante — Presto
3. Allegro

Примерная продолжительность звучания 25-30 минут.

## История
При работе над концертом Альбенис консультировался со своим другом Томасом Бретоном, которому в значительной мере принадлежит оркестровка. Премьера концерта прозвучала в Мадриде 21 марта 1887 года в исполнении автора и оркестра Мадридского концертного общества под управлением Бретона, в одном концерте вместе с премьерой Испанской рапсодии. 25 апреля 1889 года Альбенис исполнил концерт в Париже с Оркестром Колонна под управлением самого Колонна в присутствии звёзд французской музыки (Габриэля Форе, Поля Дюка, Клода Дебюсси, Мориса Равеля), Шарль Мари Видор прислал Альбенису письмо, поздравляя его с успехом. 21 ноября 1890 года Альбенис и Бретон в качестве дирижёра представили концерт британской публике в лондонском Сент-Джеймс-холле. Как парижская, так и лондонская пресса высоко оценили концерт, выразив особое восхищение по поводу скерцо в средней части.
Среди пианистов, записавших концерт, — Фелиция Блюменталь (с Симфоническим оркестром Итальянского радио в Турине под управлением Альберто Дзедды) и Альдо Чикколини (с Королевским филармоническим оркестром под управлением Энрике Батиса).

## Характеристика музыки
Высокую оценку концерту Альбениса дал Фелипе Педрель, писавший, что это сочинение «предлагает великое единство в своём многообразии», а его «ораторские порывы наполнены то интимностью чувства, то теми неясностями, которые убаюкивают слушателя, тогда как изысканные нити бодрствующей фантазии заставляют его грезить о несравненных прелестях». Последующие критики усматривали в этой работе Альбениса влияние Ференца Листа, отмечая определённую мелодическую оригинальность, преимущественно в первых двух частях.